# 张子珍
张子珍（1918年—1967年），男，山西应县人，中华人民共和国军事人物，中国人民解放军少将，曾任兰州军区政治部副主任。